# Vandfuld Herred

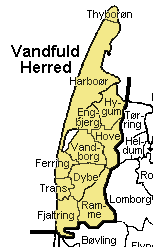
Vandfuld Herred

Vandfuld Herred was een herred in het voormalige Ringkøbing Amt in Denemarken. In 1954 werd het nog uitgebreid met de parochie Thyborø. Bij de gemeentelijke herindeling in 1970 ging de herred in zijn geheel over naar de nieuwe provincie Ringkøbing. In 2007 werd het deel van de nieuwe regio Midden-Jutland.

## Parochies
Vandful bestond tot 1954 uit 10, daarna uit 11 parochies. Alle parochies maken deel uit van het bisdom Viborg.
- Dybe
- Engbjerg
- Ferring
- Fjaltring
- Harboøre
- Hove
- Hygum
- Ramme
- Thyborøn
- Trans
- Vandborg